# Troy Simons
Troy Simons (ur. w Pittsburghu) – amerykański koszykarz, występujący na pozycjach rozgrywającego lub rzucającego obrońcy.
12 lipca 2020 został zawodnikiem Spójni Stargard. 28 lipca klub poinformował o jego zwolnieniu

## Osiągnięcia
Stan na 29 lipca 2020, na podstawie, o ile nie zaznaczono inaczej.

### NJCAA
- Zaliczony do:
  - I składu:
    - All-Suncoast (2017)
    - FCSAA/NJCAA Region VIII All-State (2017)
- Uczestnik meczu gwiazd – NJCAA Men's Basketball Coaches Association All-Star Game (29.04.2017 – Las Vegas)